# 沙艾涅
沙艾涅（法語：Chahaignes，法語發音：[ʃa.ɛɲ]）是法国萨尔特省的一个市镇，属于拉弗莱什区。

## 地理
沙艾涅（47°44'31"N, 0°30'54"E）面积22.83 平方千米，位于法国卢瓦尔河地区大区萨尔特省，该省份为法国西北部内陆省份，北起顺时针与奥恩省、厄尔-卢瓦省、卢瓦-谢尔省、安德尔-卢瓦尔省、曼恩-卢瓦尔省和马耶讷省接壤，是法国大西部的入口，连接卢瓦尔河谷、布列塔尼和巴黎盆地。
与沙艾涅接壤的市镇（或旧市镇、城区）包括：弗莱、马尔松、洛姆。
沙艾涅的时区为UTC+01:00、UTC+02:00（夏令时）。

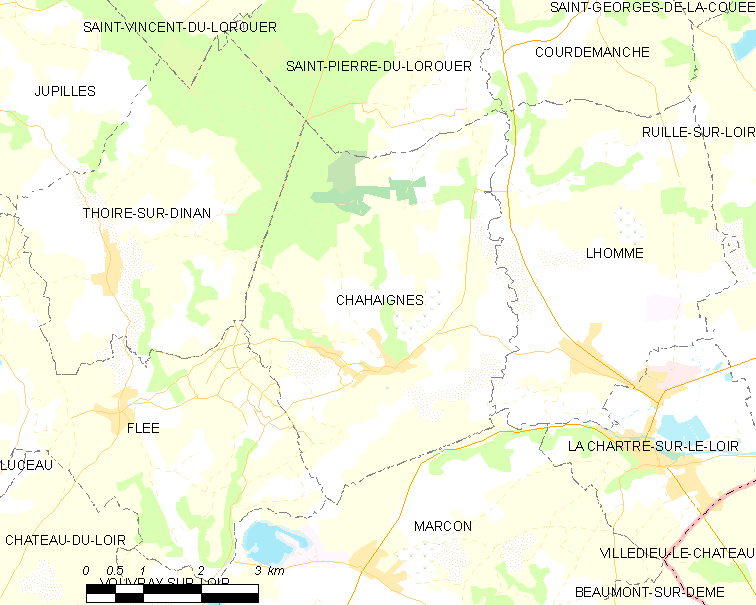
沙艾涅的OSM定位图

## 行政
沙艾涅的邮政编码为72340，INSEE市镇编码为72052。

## 政治
沙艾涅所属的省级选区为卢瓦河畔蒙瓦勒县。

## 人口

1962-2008年间沙艾涅人口变化图示

沙艾涅于2022年1月1日时的人口数量为668人。